# Sherwoodský les

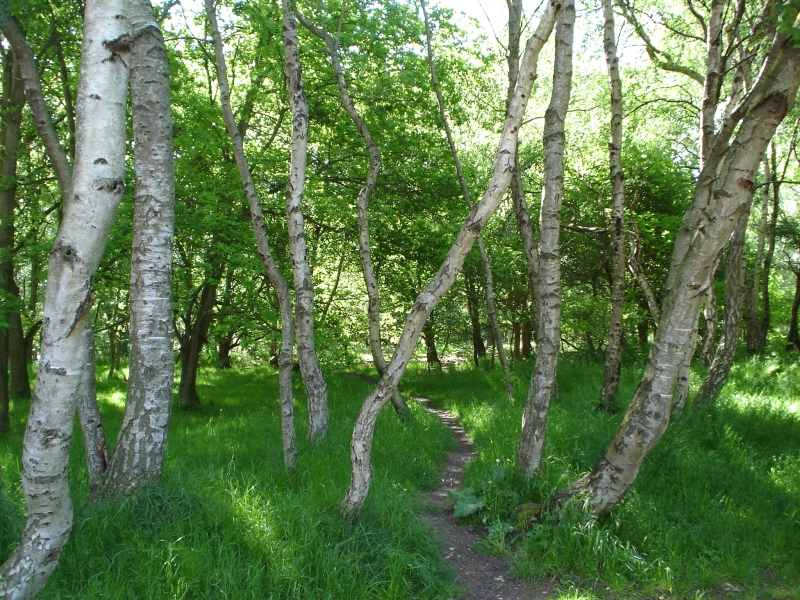
Břízy v Sherwoodském lese

Sherwoodský les je královský les nacházející se v anglickém hrabství Nottinghamshire (Velká Británie), který je spjat s příběhy o Robinu Hoodovi.
Ačkoliv se na tomto území nacházel les už v Době ledové, k dnešním dnům byla plocha Sherwoodského lesa omezena na 423 hektarů, které se rozkládají v okolí vesnice Edwinstowe, kde se nachází Thoresby Hall. Tato zbylá část byla původně součástí mnohem většího královského loveckého lesa, který zasahoval na území několika sousedních hrabství. Na západě byl ohraničen břehem řeky Erewash a lesem východního Derbyshire.

## Park

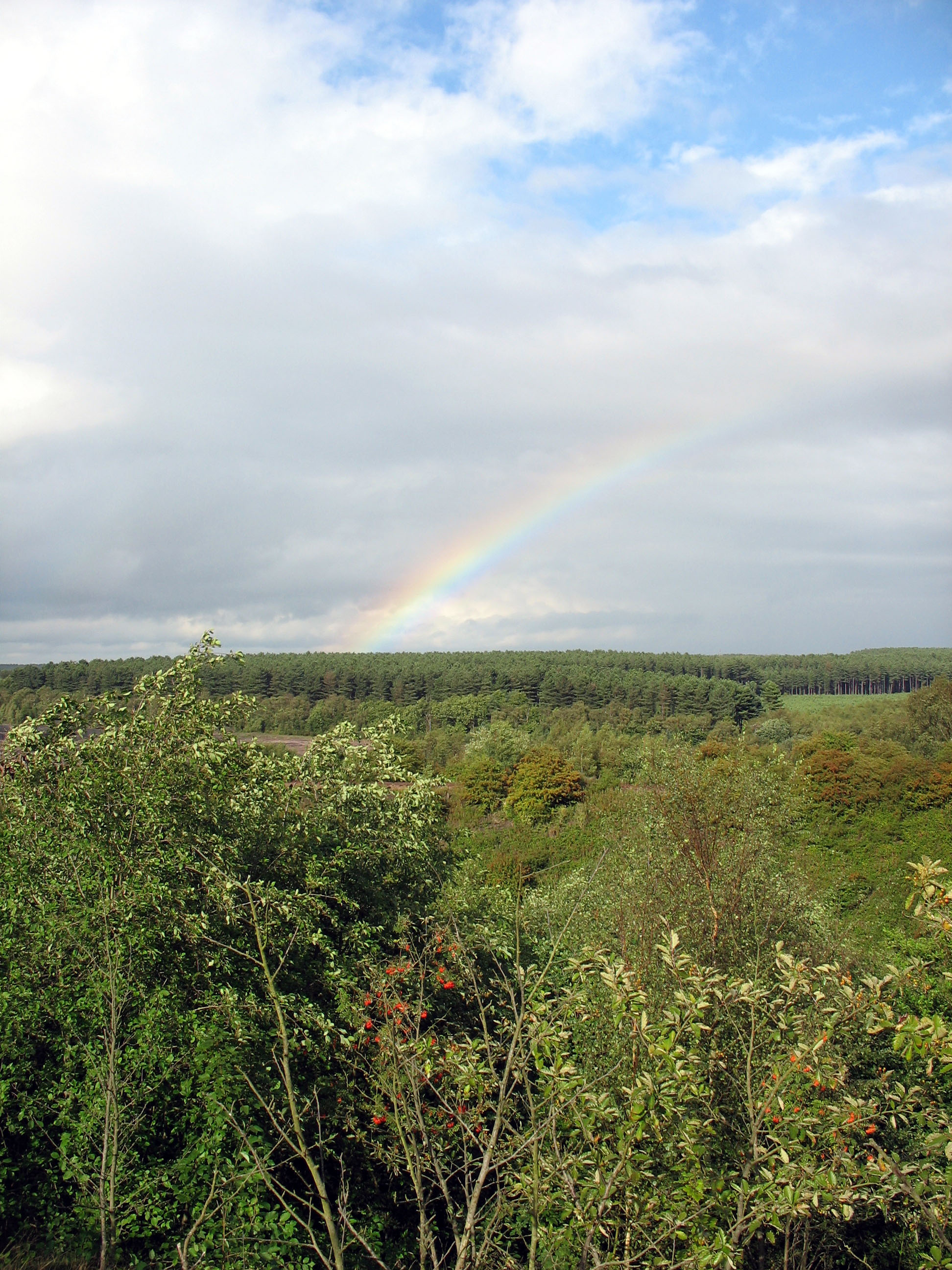
Pohled na severovýchodní část lesa

Forestry Commision obhospodařuje většinu lesa (udržuje stezky a pořádá různé aktivity). Část lesa byla v roce 1969 zpřístupněna pod označením Country Park Radou Nottinghamského hrabství, která se stará o menší pronajatou část lesa, která patří k pozemkům Thoresby Hall. V roce 2002 vznikla na území Sherwoodského lesa National Nature Reserve. V roce 2007 úřad Natural England oficiálně začlenil Budby South Forest (největší oblast suchých vřesovišť v nížinách Nottinghamshire) do National Nature Reserve. Po změně v roce 2007 se plocha rezervace téměř zdvojnásobila (z původních 220 na 423 hektarů). V některých částech lesa se ještě drží staré velmi staré duby. Nejvíce pak v oblasti známé jako Dukeries, která se nachází jižně od města Worksop.
Sherwood ročně navštíví přibližně 500 000 turistů z celého světa. Počet návštěvníků výrazně narostl po spuštění vysílání seriálu Robina Hooda z produkce BBC.
Park každý rok pořádá týdenní Festival Robina Hooda. Událost se nese v duchu středověku a při této příležitosti jsou obnoveny postavy z legend o Robinu Hoodovi. Při této události jsou předváděna například rytířská klání nebo simulace běžného života ve středověkém ležení.
Po celý rok mají návštěvníci možnost navštívit Sherwood Forest Art and Craft Centre, které sídlí v někdejším domě pro kočáry a stájích Edwinstowe Hall uprostřed Sherwoodského lesa. V centru se nachází ateliéry, kavárna a prostory pro výstavy.

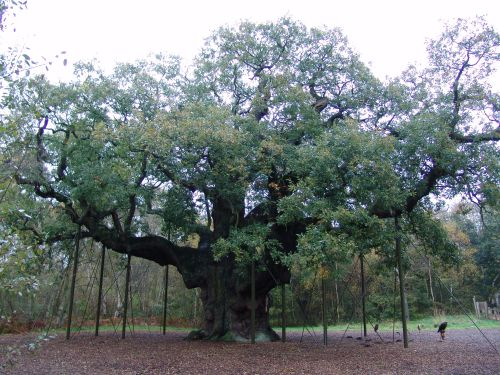
Major Oak

### Major Oak
Sherwoodský les je mimo jiné místem, kde můžeme spatřit slavný Major Oak (z angličtiny "Velký dub"), který byl dle místního folklóru hlavní skrýší Robina Hooda. Dub, jehož stáří se datuje v rozmezí 800 až 1000 let, je od Viktoriánského období částečně podepřen lešením. V roce 1998 se místní společnost rozhodla vzít odřezky Major Oaku a začala šlechtit kopie s úmyslem vysadit malé stromky v hlavních městech.
Major Oak se mimo jiné objevil v roce 2005 také při vysílání BBC v pořadu Seven Natural Wonders jakožto jeden z přírodních divů oblasti anglických Midlands.

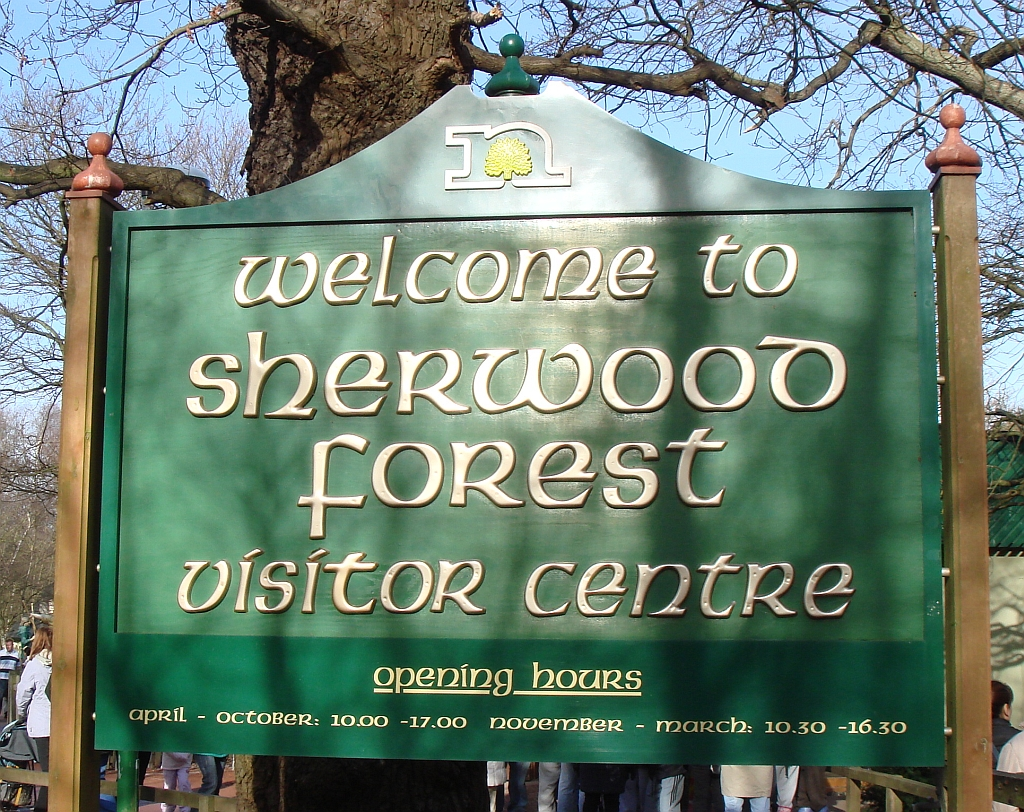
Centrum pro návštěvníky

### Thynghowe
Thyngowe, důležité Danelawské shromaždiště, kde lidé řešili své spory, bylo v minulosti zapomenuto a znovu objeveno až v roce 2005-2006 místními nadšenci mezi starými duby v oblasti známé pod jménem Birklands. Odborníci se domnívají, že Thynghowe může poskytnout bližší informace o hranici starých anglosaských království Mercie a Northumbrie.
English Heritage prozkoumal místo, kde se nacházelo shromaždiště a potvrdil, že místo bylo v roce 1334 a 1609 známo pod jménem "Thynghowe".